# 제26회 서울독립영화제
제26회 서울독립영화제는 2000년 12월 11일에 열린 시상식이다.

## 수상 및 후보

### 최우수작품상
- 구타 유발자... 잠들다 - 유정현 수상
- 데모크라시 예더봉 - 박두병 수상
- 이그지스턴스 - 이명하 수상

### 우수작품상
- 인간의 시간 - 태준식 수상
- 팬지와 담쟁이 - 계운경 수상
- 언년이 - 유진희 수상
- 진공의 시간 - 정사람 수상
- 물안경 - 이수연 수상
- 대학로에서 매춘하다가 토막 살해 당한 여고생 아직 대학로에 있다 - 남기웅 수상